# Vespa multimaculata
Vespa multimaculata är en getingart som beskrevs av Robert Cyril Layton Perkins 1910.
Vespa multimaculata ingår i släktet bålgetingar och familjen getingar. Utöver nominatformen finns också underarten Vespa multimaculata pendleburyi.